# 家城駅

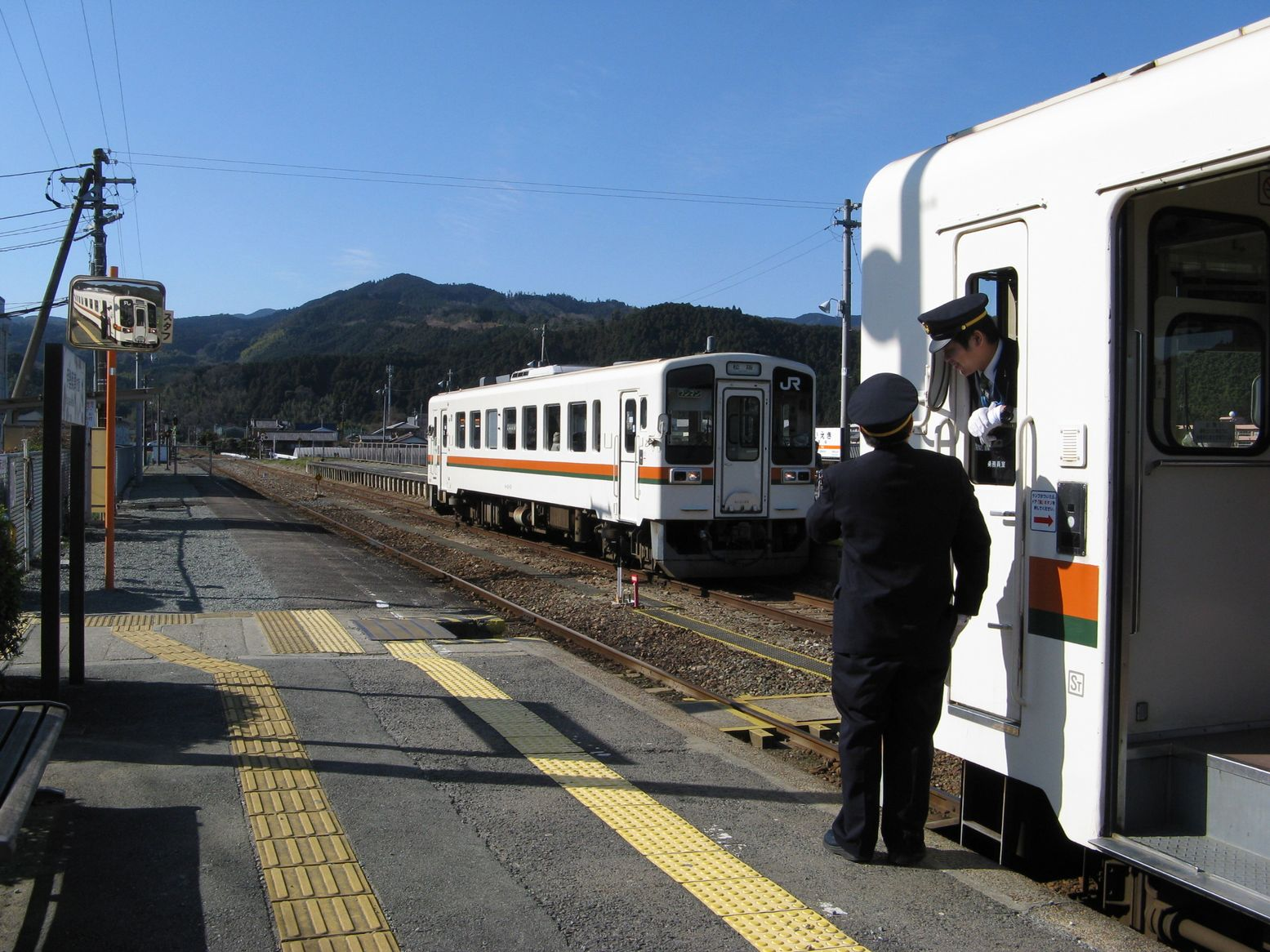
列車交換

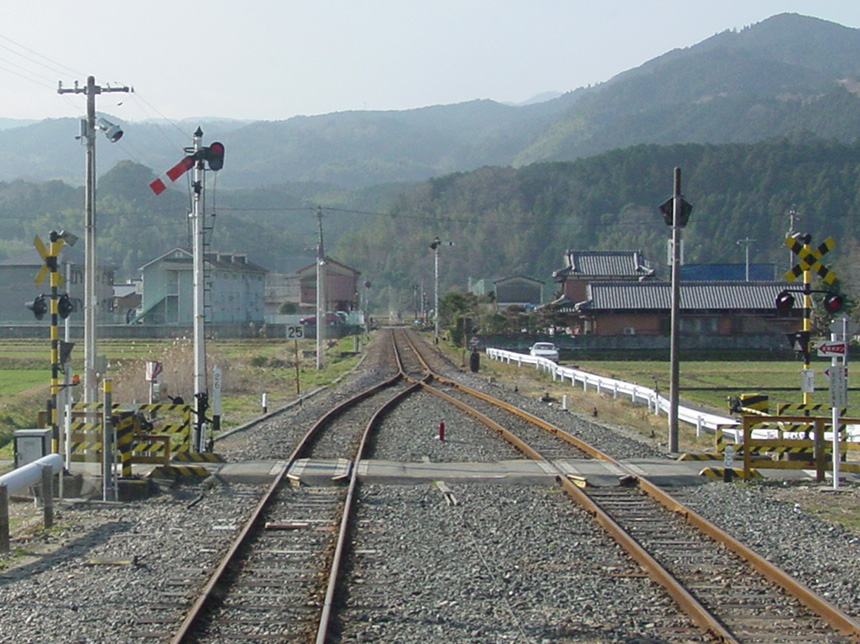
2004年1月まで使用されていた腕木式信号機

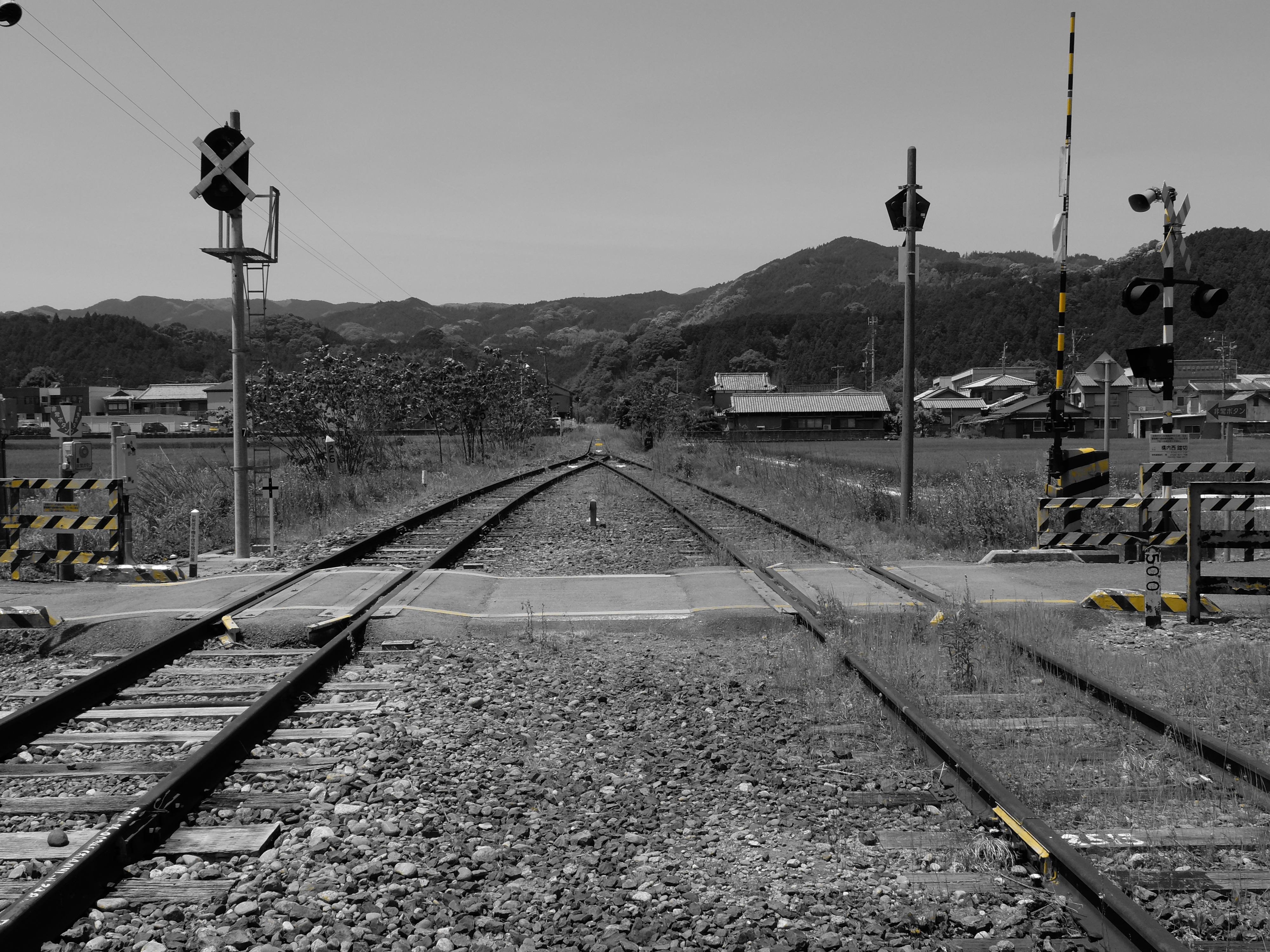
運休中の家城駅踏切（伊勢奥津方面）

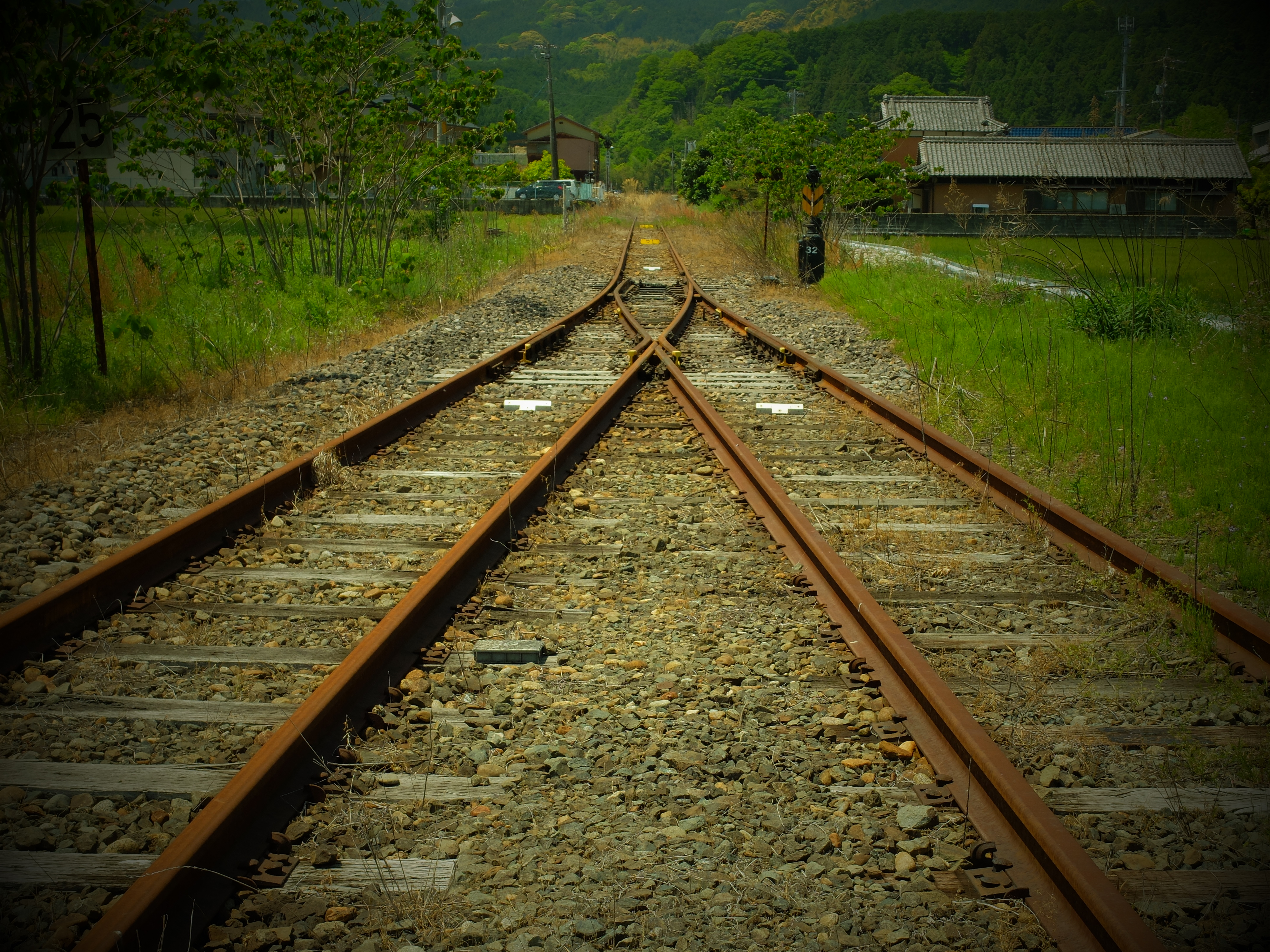
運休中の家城駅の錆びたレール（伊勢奥津方面）

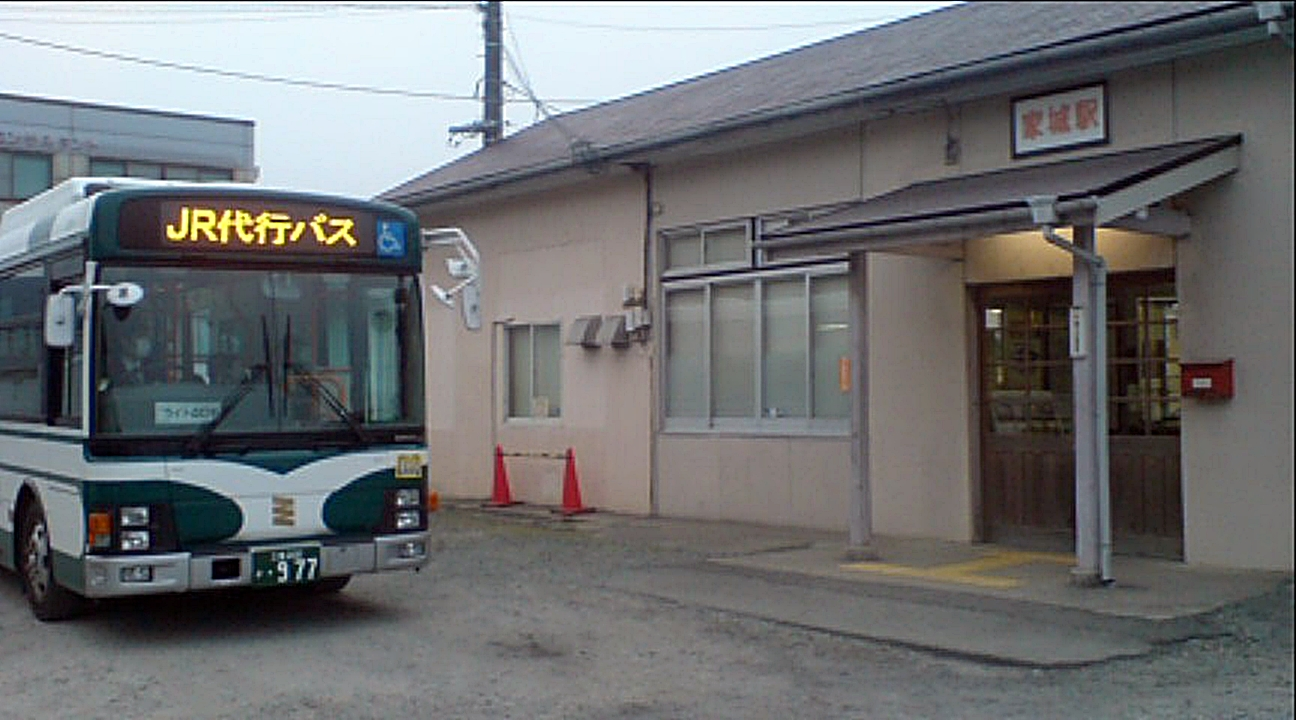
当駅起点の名松線代行バス（2011年）

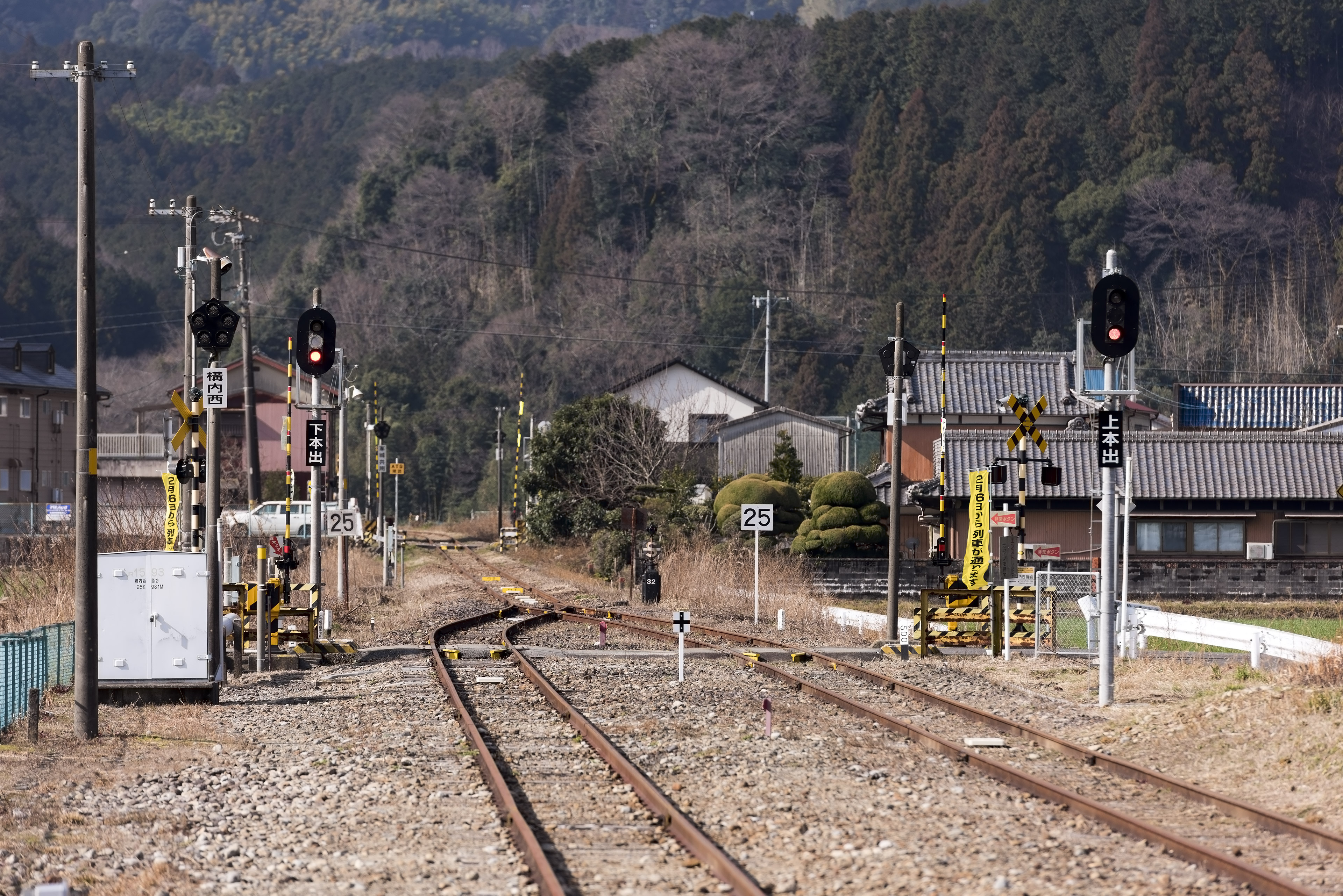
家城駅の伊勢奥津方踏切 2番線側に出発信号機が増設された（2016年2月）

家城駅（いえきえき）は、三重県津市白山町南家城にある、東海旅客鉄道（JR東海）名松線の駅である。

## 歴史
- 1931年（昭和6年）9月11日：鉄道省名松線井関駅 - 当駅間開通時に終着駅として開設[1][2]。一般駅[2]。
- 1935年（昭和10年）12月5日：名松線当駅 - 伊勢奥津駅間延伸、途中駅となる。
- 1963年（昭和38年）4月1日：貨物取扱廃止[2]。
- 1984年（昭和59年）2月1日：荷物扱い廃止[2]。
- 1987年（昭和62年）4月1日：国鉄分割民営化に伴い、東海旅客鉄道（JR東海）の駅となる[1][2]。
- 2004年（平成16年）1月26日：この日限りで腕木式信号機使用終了[3][4]。
- 2009年（平成21年）10月8日：台風18号被害に伴い、名松線が同月15日まで全線運休[1]。当駅 - 伊勢奥津間駅は当分の間代行バス（三重交通が担当）による運行実施[1]。
- 2016年（平成28年）3月26日：当駅 - 伊勢奥津駅間復旧[5]。

## 駅構造
相対式ホーム2面2線を有する列車交換・折返し可能な地上駅。構内南側が1番線、反対側が2番線である。駅舎は1番線側にあり、両ホームは構内踏切で連絡している。松阪駅を除くと名松線では唯一の交換可能駅であるが、2009年10月の台風第18号に伴い、伊勢奥津方面が不通となり、その後2016年（平成28年）3月26日に全線復旧となるまでの6年5ヶ月の間は全列車が1番線に入線し転線すること無く当駅で折返し、2番線は使用停止となっていた。伊勢奥津側には枕木を積んだ車止めが設置され、出発信号機も白い✕印が打付けられて使用停止されていた。
不通区間復旧に合わせて出発信号機が増設され、1・2番線共に上下両方向へ出発出来るように改修が行われた。また、2両編成のワンマン運転列車に対応したミラーが増設され、1番ホーム構内踏切よりも松阪方、2番ホーム伊勢奥津方の一部に柵が新設され閉鎖された。このため2両より多い編成が停車する場合は、ドアカット等が必要となる。
駅長は配置されない駅員配置駅（直営駅）であり、松阪駅が当駅を管理する。名松線所属駅では唯一JR全線きっぷうりばが設置されているが、列車到着から発車までの間は運転扱い業務があるため、その間は乗車券を発売できない。利用時に乗車券を持っていない場合、列車内でワンマン整理券を取って松阪駅で当駅からの乗車券を購入するか松阪駅からの列車の車掌または到着駅で運賃精算となる。
また2004年（平成16年）1月26日までは、JR東海管内では最後の腕木式信号機が使用されていた。JR東海発足時点で唯一残っていたこの腕木式信号機は、使命を終えた後三岐鉄道へ譲渡され、同社北勢線阿下喜駅で復元された。

### のりば
| 番線 | 路線    | 方向 | 行先         |
| ---- | ------- | ---- | ------------ |
| 1    | ■名松線 | 下り | 伊勢奥津方面 |
| 2    | ■名松線 | 上り | 松阪方面     |

## 利用状況
「三重県統計書」によると、近年の1日平均乗車人員の推移は以下の通り。なお、2009年度 - 2015年度は、2009年10月 - 2016年3月まで行なわれていたバス代行輸送分を含んでいる。
| 年度   | 1日平均 乗車人員 |
| ------ | ---------------- |
| 1998年 | 195              |
| 1999年 | 196              |
| 2000年 | 195              |
| 2001年 | 193              |
| 2002年 | 192              |
| 2003年 | 195              |
| 2004年 | 209              |
| 2005年 | 220              |
| 2006年 | 233              |
| 2007年 | 246              |
| 2008年 | 240              |
| 2009年 | 236              |
| 2010年 | 222              |
| 2011年 | 195              |
| 2012年 | 191              |
| 2013年 | 206              |
| 2014年 | 192              |
| 2015年 | 215              |
| 2016年 | 195              |
| 2017年 | 197              |
| 2018年 | 200              |
| 2019年 | 232              |

近くに三重県立白山高等学校があり、高校生の利用が大半である。

## 駅周辺
- 三重県立白山高等学校
- 津市白山総合支所家城出張所
- 家城郵便局
- 家城城址
- 航空自衛隊白山分屯基地家城連絡所

## バス路線
- 三重交通
  - 12系統 久居駅（高野団地経由）
  - 12系統 竹原
- 津市コミュニティバス（白山地域）
- 津市コミュニティバス（美杉地域）

## その他
松阪発21時台の下り最終列車は当駅止まり（到着は22時過ぎ）で、この列車に充当された車両は夜間当駅で留置されていた。そのため、夜間は当駅下り線に車両滞泊運用があり、翌日運用に備える体制となっていた（運転士も当駅に宿泊していた）。
以前は、最終列車の1本前の伊勢奥津行列車も20時台に伊勢奥津駅まで到着後、当駅まで回送されていた。しかし、2006年（平成18年）8月20日に発生した構内留置車両が本線に逸走する事故（手歯止めの設置不良が原因）と、2009年（平成21年）4月19日に別の原因（手歯止め設置忘れ及びブレーキ圧の自然低下）で発生した2回の逸走事故を受け管理体制の見直しが再検討されていた。その結果、2009年6月1日から伊勢奥津発当駅止まりで回送運転していた列車を、松阪駅まで運転して留置することに変更された。
またJR東海は、上記の最終列車に充当され今後も当駅に夜間留置される1両については、別系統予備ブレーキを使用することによって、逸走防止対策を強化すると発表している。この他にも、2009年8月1日より名松線運行を担う運転士を、約70名から約20名に限定することと夜間留置報告義務強化により名松線独自の対策を徹底させる、としている。
2016年の全線運行再開後は、始発前に松阪駅 - 伊勢奥津駅間で回送され、終電後は全て松阪駅へ回送されており、長らくの間当駅での車両留置は行われていなかったが、2025年（令和7年）3月15日のダイヤ改正より夜間停泊を再開する予定である。
2009年10月8日、台風18号の風水害で名松線が全線運休となり、同月15日に松阪駅 - 当駅間は復旧したが、JR東海は同月29日、復旧困難な当駅 - 伊勢奥津駅間は当分バスでの代行運転とすることとした。運賃は鉄道輸送による金額が適用された。2016年3月26日に全線復旧し、伊勢奥津駅までのバスによる代行運転もこの日限りで運行終了した。

## 隣の駅
東海旅客鉄道（JR東海）
■名松線
■普通
関ノ宮駅 - 家城駅 - 伊勢竹原駅